# Kungs-Husby socken
Kungs-Husby socken i Uppland ingick i Trögds härad, ingår sedan 1971 i Enköpings kommun och motsvarar från 2016 Kungs-Husby distrikt.
Socknens areal är 35,63 kvadratkilometer, varav 35,53 land. År 2000 fanns här 246 invånare. Grönsö slott samt kyrkbyn Husby by med sockenkyrkan Kungs-Husby kyrka ligger i socknen.  

## Administrativ historik
Kungs-Husby socken har medeltida ursprung.
Vid kommunreformen 1862 övergick socknens ansvar för de kyrkliga frågorna till Kungs-Husby församling och för de borgerliga frågorna bildades Kungs-Husby landskommun. 1943 införlivades ön Arnö med kringliggande holmar (9,15 km2) från den då upplösta Arnö socken. Landskommunen uppgick 1952 i Södra Trögds landskommun  som 1971 uppgick i Enköpings kommun. Församlingen uppgick 2006 i Veckholms församling.
1 januari 2016 inrättades distriktet Kungs-Husby, med samma omfattning som församlingen hade 1999/2000.  
Socknen har tillhört län, fögderier, tingslag och domsagor enligt vad som beskrivs i artikeln Trögds härad. De indelta soldaterna tillhörde Upplands regemente, Enköpings kompani.

## Geografi
Kungs-Husby socken ligger sydost om Enköping med Mälaren i väster omfattar förutom områden på fastlandet även öarna Grönsö och, från 1943, Arnö. Socknen är en slättbygd i norr och öster och kuperad skogsbygd i övrigt.

## Fornlämningar
Från bronsåldern finns spridda gravrösen. Från järnåldern finns 35 gravfält och fyra fornborgar.  Fyra runstenar och ett par bildristade stenar har påträffats.

## Namnet
Namnet skrevs 1264 Husaby Trøgh och 1528 Kongs Huseby. Namnet innehåller husaby, kunglig förvaltningsgård' och syftar på en sådan som låg där kyrkbyn nu är belägen. 